# Karel Březina
Karel Březina (* 25. listopadu 1972 Praha) je český politik, místopředseda Krajského výkonného výboru ČSSD v Praze, v letech 2006 až 2018 zastupitel hlavního města Prahy, bývalý vedoucí kanceláře Úřadu vlády ČR a ministr bez portfeje ČR Zemanovy vlády. Stal se tak ve svých 27 letech nejmladším ministrem vlády ČR. 
V říjnu 2014 byl pravomocně odsouzen za neoprávněné pobírání odměn za práci v dozorčí radě Dopravního podniku hl. m. Prahy v letech 2007 až 2011.

## Vzdělání a rodina
V roce 1997 absolvoval obor Hospodářská politika na Národohospodářské fakultě Vysoké školy ekonomické.
V letech 2001 až 2005 byl ženatý se spisovatelkou Barbarou Nesvadbovou, s níž má dceru Bibianu (2003). V únoru 2002 se mu narodila nemanželská dcera Karolína, jejíž matkou je bývalá osobní asistentka premiéra Zemana Markéta Jedličková,[zdroj?] třetí dcera se mu narodila v dalším vztahu v roce 2009. V letech 2011–2014 byl milencem členky ODS Gabriely Kloudové.[zdroj?] V prosinci 2016 se mu narodil první syn Josef, kterého má s manželkou Jindřiškou Březinovou. Březina je vnukem bývalého tajemníka ÚV KSČ Josefa Havlína.

## Politická kariéra
V roce 1991 vstoupil do politiky za ČSSD a stal se členem Obvodního výboru Prahy 10, poté také jeho místopředsedou. V současnosti je předsedou stranického Obvodního výkonného výboru Prahy 15.
V letech 1998–2002 byl vedoucím Úřadu vlády ČR a od roku 2000 ministrem bez portfeje ve vládě Miloše Zemana.
V letech 2006–2010 byl členem Zastupitelstva hlavního města Prahy a současně též členem Komise Rady hlavního města Prahy pro Opencard.
V říjnu 2007 se stal předsedou dozorčí rady nově založené společnosti Žižkov Station Development, a.s., společného podniku Českých drah a developerské skupiny Sekyra Group. V lednu 2011 na funkci rezignoval.
Po komunálních volbách se 30. listopadu 2010 stal náměstkem pražského primátora. Podle koaliční smlouvy by měl být náměstkem prvním.
Dne 24. listopadu 2011 podepsal primátor Bohuslav Svoboda koaliční dohodu s TOP 09, ke které se postupně připojilo všech 19 ostatních pražských zastupitelů za ODS. Březina i další dosavadní členové rady za ČSSD byli téhož dne odvoláni. Do rady bylo místo Březiny a kolegů zvoleno šest zastupitelů za TOP 09.
V komunálních volbách v roce 2014 byl za ČSSD zvolen již po třetí zastupitelem Hlavního města Prahy. Nepodařilo se mu však obhájit mandát zastupitele Městské části Praha 15 (stal se pouze prvním náhradníkem).
V komunálních volbách v roce 2018 již do Zastupitelstva hlavního města Prahy nekandidoval. Figuroval však na 25. místě kandidátky ČSSD na Praze 15, ale neuspěl.

## Kontroverze a trestní řízení
Státní zástupce Richard Houdek obvinil Březinu ze zkreslování údajů o stavu hospodaření a jmění v souvislosti s jeho působením v dozorčích radách firem. Soud Březinu v listopadu 2011 osvobodil. V únoru 2013 oznámila policie, že případ prověřuje, neboť v něm rozhodoval z korupce obviněný soudce Ondřej Havlín.
V říjnu 2014 byl pravomocně odsouzen za to, že neoprávněně pobíral odměnu za práci v dozorčí radě Dopravního podniku hl. m. Prahy v letech 2007 až 2011. Od listopadu 2013 je jejím členem znovu a v roce 2014 také působí jako předseda výboru pro dopravu pražského magistrátu.

### Kauza sportovních dotací
Od července 2016 se Karel Březina stal externím poradcem tehdejší ministryně školství. Březina si měl, jako konzultant Kateřiny Valachové na ministerstvu vydělal 212 tisíc korun, přičemž jím provedené služby nedokládají žádné písemné záznamy. Karla Březinu 3. května 2017 zadržela policie v kauze údajného manipulování při přidělování sportovních dotací Ministerstvem školství. Následující den ho ale policie bez obvinění propustila.
V listopadu 2019 už byl ve věci obviněn a v červenci 2022 také obžalován spolu s dalším osmi osobami. Státní zástupce navrhl mu ve věci navrhl šestiletý trest odnětí svobody.
Dne 21. října 2024 byl nepravomocně odsouzen k tříletému trestu odnětí svobody.

## Funkce v obchodních společnostech
K srpnu 2012 měl zapsány funkce v následujících společnostech:
- Truhlářství Březina, s. r. o.; IČ 27101177: obchodní podíl 90 %, jeden ze dvou společníků a jednatelů, od vzniku společnosti 19. listopadu 2003
- Concordia a. s.; IČ 46886427: od 25. dubna 2005 člen dozorčí rady (od října 2008 společnost v insolvenčním řízení, od března 2009 v konkursu)
- Porcela Plus a. s.; IČ 60197749: od 1. května 2005 člen dozorčí rady (od roku 2008 společnost v insolvenčním řízení a konkursu)

V minulosti zastával tyto funkce:
- SPT TELECOM, a.s. ČESKÝ TELECOM, a.s., IČ 60193336, člen dozorčí rady (zapsáno 6. prosince 1999, vymazáno 25. dubna 2000)
- TRUSTFIN akciová společnost, IČ 60196262, od 9. ledna 2003 do 26. srpna 2004 člen představenstva, od 14. ledna 2003 předseda představenstva
- ZVI a. s., IČ 47673621, od 7. července 2003 do 13. prosince 2004 člen dozorčí rady
- Autoklub Bohemia Assistance, a.s., IČ 61859559, od 4. srpna 2003 do 18. července 2005 člen představenstva
- RENCAR PRAHA, a. s.; IČ 00506397: od 30. září 2004 do 5. března 2009 člen dozorčí rady
- PRAHA 10 – Majetková, a.s., IČ 27205703: od 20. prosince 2004 do 22. května 2007 člen a místopředseda představenstva
- Dopravní podnik hl. m. Prahy, akciová společnost; IČ 00005886: od 14. března 2007 člen dozorčí rady, od 7. dubna 2010 do dubna 2011 předseda dozorčí rady
- České dráhy a. s., IČ 70994226, od 20. dubna 2007 do 15. září 2010 člen dozorčí rady
- Žižkov Station Development, a.s., IČ 28209915: od 14. prosince 2007 do roku 2009 člen a předseda dozorčí rady, od 15. října 2009 člen a od 20. října 2009 předseda dozorčí rady (do 26. ledna 2011)